# Neobiosella irrorata
Neobiosella irrorata är en nattsländeart som beskrevs av Keith A.J. Wise 1958. Neobiosella irrorata ingår i släktet Neobiosella och familjen stengömmenattsländor. Inga underarter finns listade i Catalogue of Life.